# ملک الکلام مجدی
میرزا عبدالمجید ملک الکلامی (۱۳۴۲–۱۲۶۸ ه‍.ق) و (۱۳۰۵–۱۲۳۰ ه‍.ش) معروف به ملک الکلام مجدی شاعر، نویسنده، خوشنویس و رجال نامدار دوران ناصرالدین شاه قاجار بود که در شهر سقز، کردستان چشم به جهان گشود.

## زندگی‌نامه
عبدالمجید ملک الکلامی متخلص به مجدی یا میرزا مجدالدین ملک الکلام کردستانی از سلسله معروف امیر اختیار الدینی است که تا سال ۱۳۰۹ هجری قمری حکومت بانه را در اختیار داشتند. او در زمان مجید خان اردلان در سقز منشی حکومتی بوده‌است. او پدر عبدالحمید ملک الکلامی معروف به امیرالکتاب است. شهرت اصلی میرزا عبدالمجید به دلیل استعداد ذاتی در فنون ادب و نویسندگی، نظم و نثر و کتابت و خوشنویسی بوده‌است که در دوره حکومت‌های حسنعلی خان امیر نظام گروسی و ابوالقاسم خان ناصر الملک قراگوزلو، ریاست دارالانشای حکومت را به وی واگذار کردند و در این مدت از سوی ناصر الدین شاه، لقب سلطان کلام یا ملک الکلام به وی اعطا شد و وی هم عصر قائم مقام فراهانی بود که از وی به نیکی یاد می‌کرد. زمانی که حسنعلی‌خان امیر نظام گروسی از رجال زبده و خوشنویس و ادیب صاحب سبک دوران و رئیس ایل گروس در کردستان، با دیدن خط و اشعار عبدالمجید مجدی او را به جهت قبول یکی از مشاغل حکومتی از سقز به سنندج فراخوانده و در یک اتفاق تاریخی عبدالمجید مجدی با ناصر الدین شاه قاجار، که خود مدعی شعر و شاعری بوده، مواجه می‌شود و سلطان با شنیدن قصیده و غزلی از مجدی و دیدن خط و کتابت او به رسم آن زمان در فرمانی عنوان (ملک الکلامی) را به او بخشید و آوازه‌اش در ایران پیچید و در تهران با ادیب الممالک و رضا قلی‌خان هدایت که از شاعران و ادیبان نامی زمان بوده‌اند همدم و مصاحب شد و به احتمال زیاد در خط شاگرد مرحوم میر حسین خوشنویس باشی نیز بوده‌است. در ضمن سنگ قبرهای مجید خان اردلان و مصطفی خان اردلان در گنبد حکام سقز و سنگ قبر سردار اسعد بختیاری در اصفهان از جمله خطوط و آثار بر جای مانده از وی می‌باشد.

## آثار
بر اساس مقاله‌ای از فاطمه حجازی در تارنمای اینترنتی کتابخانهٔ کردی ئه‌وین و بر اساس مقدمه عبدالحمید بر دیوان شعر پدرش، ملک الکلام مجدی دارای آثاری چند است:
1. زندگی‌نامه که حاوی مطالب و نکات تاریخی، ادبی، علمی و فکاهی است
2. منشآت و مقالات و رسالات مختلف در توحید، اخلاق و عرفان
3. رساله‌ای دربارهٔ ایل جاف
4. تصحیح نسخهٔ منطق الطیر عطار و مقدمه‌ای بر آن

۵- دیوان اشعار؛ که به همت فرزندش، میرزا عبدالحمید در سال ۱۳۳۷ هجری به چاپ رسیده‌است
۶- سفرنامهٔ حجاز

### نمونه شعر از دیوان مجدی[۷]
| نام تو همان ورد زبانست که بود |  | یاد تو همان مونس جانست که بود |
| گر تا به ابد حاجت من برناری   |  | بازم به تو امید همانست که بود |